# 1040
1040. је била проста година.

## Догађаји
- 17. март — Енглески краљ Харолд I умире без наследника.
- 17. јун — Дански краљ Хартакнут се искрцава у Енглеској и преузима енглески престо.
- 14. август — Краљ Данкан I гине у борби против свог рођака и ривала Магбета, који га наслеђује као краљ Шкотске.
- Википедија:Непознат датум — Битка код Солуна
- Википедија:Непознат датум — Друга битка код Солуна
- Википедија:Непознат датум — Устанак Петра Дељана Петар Дељан предводи побуну против Византијског царства и бугарски племићи га проглашавају царем Петром II у Београду.

- Никифор Докејанос, византијски гувернер Катепаната Италије, убијен је од стране ломбардских побуњеника у Асколију. Замењује га Михаило Докејанос, који стиже у новембру са варјашком војском.
- 22. август – Битка код Бродека: Војвода Бржетислав I од Бохемије побеђује немачке снаге под краљем Хајнриком III у Боемској шуми.
- Емират Сицилије је подељен и фрагментиран на мале феуде. Арапски племићи из Палерма обнављају власт Калбида (приближан датум).
- 17. март – Краљ Харолд I Енглески умире у Оксфорду у 24. години. Његов ванбрачни син Елфвин Харолдсон остављен је на бригу своје баке, Елфгифу од Нортхемптона.
- 17. јун – Хартакнут се искрцава код Сендвича и враћа енглески престо који је 1035. године заузео Харолд I.
- 14. август – Краљ Данкан I Шкотски је убијен у бици против свог рођака и ривала Макбета, који га наследи као краља Шкотске.
- 23. мај – Битка код Данданакана: Туркменски Селџуци побеђују газневидске снаге (50.000 људи) предвођене султаном Масудом I код Данданакана, тврђаве у пустињи близу Мерва. Газневидски команданти Али Даја и Бегтогди су окривљени за пораз и погубљени.
- Манастир Шалу основао је будистички монах Чецун Шераб Јунгнај на Тибету.

## Рођења
- Википедија:Непознат датум — Абад III, маварски краљ († 1095)
- Википедија:Непознат датум — Ладислав I Свети, краљ Мађарске (1077−1095). († 1095)

## Смрти
- 17. март — Харолд I, енглески краљ
- 14. август — Данкан I, шкотски краљ
- Михаило Дермокаит
- Кунигунда од Луксембурга

- Манучехри

- Василије Синадин

- Тихомир Бугарски

- Фулк III Анжујски
- Ибн Хeјсам